# Us (피터 가브리엘의 음반)
| 전문가 평가          | 전문가 평가 |
| 평가 점수            | 평가 점수   |
| 출처                 | 점수        |
| -------------------- | ----------- |
| AllMusic             | [ 6 ]       |
| Chicago Sun-Times    | [ 7 ]       |
| Chicago Tribune      | [ 8 ]       |
| Entertainment Weekly | C+          |
| Los Angeles Times    | [ 3 ]       |
| NME                  | 5/10        |
| Q                    | [ 11 ]      |
| Record Collector     | [ 12 ]      |
| Rolling Stone        | [ 13 ]      |
| The Village Voice    | B−          |

《Us》는 1992년 9월 28일, 리얼 월드 레코드에서 발매한 영국의 싱어송라이터 피터 가브리엘의 여섯 번째 스튜디오 음반이다. 1989년 사운드트랙 음반 《Passion》을 발매한 후 가브리엘은 새 음반을 위한 새로운 재료 작업을 시작했으며, 이 음반은 《So》 이후 처음으로 가장 많이 팔린 음반이 되었다. 가브리엘은 1980년대 후반 이혼, 이후 배우 로재나 아켓와의 관계, 첫째 딸과의 거리두기 등 개인적인 주제에 집중했다.

## 배경
1989년 10월, 가브리엘은 처음 《Us》 음반에 수록될 곡의 프로토타입을 작업했지만 1990년 컴필레이션 음반 《Shaking the Tree: Sixteen Golden Greats》의 새 버전 노래도 준비하고 있었고, 1990년 라이브 비디오 음반 POV로 발매된 1987년 그리스에서 촬영된 콘서트 영상의 편집을 감독하고 있었다. 마지막으로 1991년부터 1992년 6월까지 주로 잉글랜드 윌트셔주에 있는 자신의 리얼 월드 스튜디오에서 《Us》 음반을 작곡하고 녹음하는 데 집중했으며, 뉴올리언스의 킹스웨이 스튜디오와 세네갈 다카르에 있는 스튜디오 2000에서 전문 녹음 세션을 진행했다.
가브리엘은 1990년 10월, 칠레 산티아고에서 열린 국제앰네스티 인권 자선 콘서트에서 시네이드 오코너를 만났다. 가브리엘은 오코너에게 자신의 음반에 노래를 불러달라고 요청했고, 그녀는 리얼 월드 스튜디오에 와서 가브리엘이 딸 중 한 명에게 작곡한 〈Blood of Eden〉과 〈Come Talk to Me〉의 보컬 파트를 맡았다. 다니엘 라누아는 프로그래밍 및 엔지니어링 분야의 데이비드 보트릴의 지원을 받아 가브리엘과 함께 음반을 공동 제작했다. 라누아와 보트릴은 다양한 스튜디오 공연이 포함된 약 1,000개의 디지털 오디오 테이프(DAT) 트랙을 정리하고 믹싱하는 임무를 맡았다. 마지막 음반은 아날로그 12인치 바이닐 LP의 46분 제한을 준수했던 이전 모든 음반보다 훨씬 긴 58분 길이로 제작되었다.

## 곡 목록
모든 곡들은 피터 가브리엘에 의해 작사/작곡하였다.
| #   | 제목                                       | 재생 시간 |
| --- | ------------------------------------------ | --------- |
| 1.  | 〈Come Talk to Me (with 시네이드 오코너)〉 | 7:06      |
| 2.  | 〈Love to Be Loved〉                       | 5:18      |
| 3.  | 〈Blood of Eden (with 시네이드 오코너)〉   | 6:38      |
| 4.  | 〈Steam〉                                  | 6:03      |
| 5.  | 〈Only Us〉                                | 6:30      |
| 6.  | 〈Washing of the Water〉                   | 3:52      |
| 7.  | 〈Digging in the Dirt〉                    | 5:18      |
| 8.  | 〈Fourteen Black Paintings〉               | 4:38      |
| 9.  | 〈Kiss That Frog〉                         | 5:20      |
| 10. | 〈Secret World〉                           | 7:03      |

## 인증
| 국가                                                  | 인증        | 판매량/출하량 |
| ----------------------------------------------------- | ----------- | ------------- |
| 아르헨티나 (CAPIF)                                    | 골드        | 30,000^       |
| 오스트레일리아 (ARIA)                                 | 3× 플래티넘 | 210,000^      |
| 브라질                                                | —           | 200,000       |
| 캐나다 (뮤직 캐나다)                                  | 2× 플래티넘 | 200,000^      |
| 프랑스 (SNEP)                                         | 2× 골드     | 200,000*      |
| 독일 (BVMI)                                           | 플래티넘    | 500,000^      |
| 이탈리아 (FIMI)                                       | 3× 플래티넘 | 300,000*      |
| 뉴질랜드 (RMNZ)                                       | 골드        | 7,500^        |
| 스페인 (PROMUSICAE)                                   | 골드        | 50,000^       |
| 스웨덴 (GLF)                                          | 골드        | 50,000^       |
| 영국 (BPI)                                            | 플래티넘    | 300,000^      |
| 미국 (RIAA)                                           | 플래티넘    | 1,600,000     |
| *판매량을 기반으로 한 인증 ^출하량을 기반으로 한 인증 |             |               |